# Macromia zeylanica
Macromia zeylanica – gatunek ważki z rodziny Macromiidae. Występuje endemicznie na Sri Lance.